# 83 km (rejon kiriski)
83 km (ros. 83 км) – przystanek kolejowy w miejscowości Biełaja, w rejonie kiriskim, w obwodzie leningradzkim, w Rosji. Położony jest na linii Mga – Budogoszcz.